# Pheidole ryukyuensis
Pheidole ryukyuensis är en myrart som beskrevs av Kazuo Ogata 1982. Pheidole ryukyuensis ingår i släktet Pheidole och familjen myror. Inga underarter finns listade i Catalogue of Life.